# The History of Mr. Polly
The History of Mr. Polly é um romance de H.G.Wells lançado originalmente em 1910.

## Síntese
O protagonista de A História do Sr. Polly é um anti-herói inspirado nas primeiras experiências de HG Wells como comerciante de tecidos. Alfred Polly, nascido por volta de 1870, é um jovem tímido e imprudente que vive na Inglaterra Eduardiana, que apesar de sua própria trapalhada consegue ficar sereno apesar da pouca ajuda daqueles ao seu redor.

## Crítica
A história do Sr. Polly recebeu críticas em sua maioria entusiásticas. HL Mencken publicou uma crítica brilhante no número de julho de 1910 do The Smart Set . O romance foi chamado de "um milagre cômico completo". Polly' foi chamado de "uma encarnação maravilhosa do que poderia ter acontecido com Wells sem educação, um Wells levado a usar as palavras borbulhando dentro dele e deixando-as tão deliciosamente confusas". Mas Wells disse que seu protagonista não era baseado em si mesmo, mas em seu irmão mais velho, Frank.
The History of Mr. Polly foi incluída por Robert McCrum em sua lista dos 100 melhores romances em inglês no The Guardian.

## Adaptações de tela
Uma versão cinematográfica de mesmo nome foi feita em 1949 por Anthony Pellisier, com John Mills como Polly. Foi adaptado pela BBC como uma série de televisão em seis partes exibida entre 28 de agosto e 10 de outubro de 1959, com Emrys Jones como Polly, e novamente como uma adaptação em cinco partes estrelada por Andrew Sachs, exibida entre 2 e 30 de março de 1980. A versão de 1959 não existe mais. Uma versão longa estrelada por Lee Evans foi exibida na ITV em maio de 2007.